# Liste von großen Einkaufszentren in Namibia
Diese Liste führt Einkaufszentren in Namibia auf, geordnet nach Verkaufsflächen über 10.000 m². Sie erhebt keinen Anspruch auf Vollständigkeit. Einkaufszentren sind in Namibia als Mall oder Shoppint Centre bekannt.

## Einkaufszentren
| Einkaufszentrum              | Ort          | Region           | Verkaufsfläche (V)/ Gesamtfläche (G) in m² | Eröffnung                         | Betreiber                  | Foto |
| ---------------------------- | ------------ | ---------------- | ------------------------------------------ | --------------------------------- | -------------------------- | ---- |
| Grove Mall (Mall of Namibia) | Windhoek     | Khomas           | 55.000 (V)                                 | 2014                              | Atterbury                  |      |
| Maerua Mall                  | Windhoek     | Khomas           | 54.128 (G)                                 | 2001 (mehrfach erweitert ab 2006) | Oryx Properties            |      |
| Wernhil                      | Windhoek     | Khomas           | 54.000 (G)                                 | 1990 (mehrfach erweitert ab 2010) | Ohlthaver & List           |      |
| Okahandja Shopping Centre    | Okahandja    | Otjozondjupa     | 30.000 (V)                                 | 2013 (seitdem mehrfach erweitert) | Okahandja Shopping Centre  |      |
| Dunes Mall                   | Walvis Bay   | Erongo           | 27.000 (V)                                 | 2017                              | Oryx Properties            |      |
| Auas Valley Shopping Mall    | Windhoek     | Khomas           | 22.000 (V)                                 | 2013 (erweitert)                  | Agra                       |      |
| Platz am Meer                | Swakopmund   | Erongo           | 21.179 (V)                                 | 2016                              | Safari Investments Namibia |      |
| MegaCentre                   | Windhoek     | Khomas           | 17.686 (V)                                 | 2014                              | Safland                    |      |
| Otjiwarongo Town Square      | Otjiwarongo  | Otjozondjupa     | 10.600 (V)                                 | 2012 (seitdem mehrfach erweitert) | Safland                    |      |
| Rundu Shopping Mall          | Rundu        | Kavango-Ost      | 13.699 (V)                                 | 2015                              | Safland                    |      |
| Gwashambe Mall               | Ondangwa     | Oshana           | 11.493 (V)                                 | 2013                              | Safland                    |      |
| Old Mutual Shopping Centre   | Keetmanshoop | ǁKharasKlicklaut | 11.000 (V)                                 | 2014                              | Old Mutual                 |      |
| Gustav Voigts Centre         | Windhoek     | Khomas           | 11.320 (V)                                 | 1973                              | Atterbury                  |      |